# Belén Succi
Belén Succi, född den 16 oktober 1975 i Buenos Aires i Argentina, är en argentinsk landhockeyspelare.

## Karriär
Belén Succi tog OS-brons i damernas landhockeyturnering i samband med de olympiska landhockeytävlingarna 2008 i Peking. Vid olympiska sommarspelen 2020 i Tokyo var Succi en del av Argentinas lag som tog silver i landhockey.